# Ngày Quốc khánh (Việt Nam)
Ngày Quốc khánh Việt Nam là ngày lễ chính thức của Việt Nam, diễn ra vào ngày 2 tháng 9 hằng năm, kỷ niệm ngày Chủ tịch Hồ Chí Minh đọc bản Tuyên ngôn độc lập tại Quảng trường Ba Đình, Hà Nội, khai sinh ra nước Việt Nam Dân chủ Cộng hòa, một trong các tiền thân của nước Cộng hòa Xã hội Chủ nghĩa Việt Nam ngày nay.
Vào ngày này, theo Điều 112 Bộ luật Lao động năm 2019, người dân Việt Nam được nghỉ lễ 2 ngày: vào 2/9 và 1 ngày trước hoặc sau (trước đó chỉ được nghỉ vào đúng ngày 2/9).

## Bối cảnh lịch sử
Cách mạng tháng Tám thành công, Trung ương Đảng Cộng sản Việt Nam cử Lê Đức Thọ đón Hồ Chí Minh từ Chiến khu Việt Bắc về Hà Nội và nghỉ tại thôn Phú Gia, xã Phú Thượng, huyện Từ Liêm (nay là phường Phú Thượng, quận Tây Hồ). Sau đó, Hồ Chí Minh về ở căn gác số 48, Hàng Ngang rồi hàng ngày đến làm việc tại nhà số 12 phố Ngô Quyền — trụ sở của Chính phủ lâm thời. Trong các ngày 28 và 29 tháng 8, Hồ Chí Minh dành phần lớn thời gian viết ra bản Tuyên ngôn độc lập.

## Chọn ngày ra mắt quốc dân, đọc Tuyên ngôn Độc lập
Sau ngày 19 tháng 8, Hồ Chí Minh và các cộng sự của ông bàn bạc việc chọn ngày ra mắt quốc dân để đọc Tuyên ngôn độc lập. Có nhiều ý kiến đề nghị chọn ngày gần sau đó là ngày 25 hoặc 28 tháng 8.
Giám mục Phaolô Lê Đắc Trọng kể rằng: ông Vũ Đình Tụng, bác sĩ riêng của Hồ Chí Minh và cũng là một giáo dân Công giáo, đã đề xuất lấy ngày 2 tháng 9 năm 1945. Hồ Chí Minh hỏi vì sao thì ông Tụng giải thích: nó rơi vào ngày Chủ nhật nên mọi người được nghỉ việc, ngày 2 tháng 9 cũng là ngày Chúa nhật kính các đấng tử đạo Việt Nam, là lễ trọng nên giáo dân đều đi dự lễ; thời đó chỉ có phía Công giáo mới có các đoàn thể với áo quần đồng phục, đội ngũ chỉnh tề nên dễ vận động đồng bào Công giáo tham gia mít-tinh sau khi tan lễ. Sau đó, Hồ Chí Minh cho người liên lạc với bên phía tòa giám mục Hà Nội. Đến ngày 22 tháng 8, Người đến thăm Nhà thờ Lớn Hà Nội. Tại đây, khi thấy giáo dân đang chuẩn bị cờ, hoa trang trí nhà thờ, chuẩn bị mừng lễ các vị tử đạo Việt Nam vào ngày 2 tháng 9 sắp tới, Hồ Chí Minh suy nghĩ một lúc rồi nói: "Tôi sẽ làm cho ngày đó thêm ý nghĩa nữa". Có lẽ ý tưởng này đã đưa đến việc ông chọn ngày 2 tháng 9 là ngày tuyên bố độc lập của nước Việt Nam Dân chủ Cộng hòa.
Tuy nhiên, theo tiến sĩ sử học Nguyễn Quang Liệu thì việc Hồ Chí Minh chọn ngày 2/9 là để trùng với ngày Phát xít Nhật chính thức ký thỏa thuận đầu hàng quân Đồng Minh và lá cờ phát xít Nhật bị hạ xuống, qua đó nhằm thể hiện rõ Việt Nam là một quốc gia độc lập Ngày 28/8, Hồ Chủ tịch mới bắt đầu viết Tuyên ngôn Độc lập nên không thể ra mắt đồng bào trước ngày 28/8. Hồ Chủ tịch đặt yêu cầu với các phụ tá là phải tổ chức Lễ đọc tuyên ngôn không thể ngắn hơn 4 ngày nhưng cũng không thể kéo dài hơn 4 ngày vì quân Tưởng Giới Thạch đã bắt đầu kéo vào Việt Nam, vì vậy ngày 2/9 đã được chọn
Chiều ngày 2 tháng 9 năm 1945, hơn 50 vạn người dân Hà Nội đã tụ họp tại quảng trường Ba Đình chào mừng thành lập chính phủ mới. Thay mặt cho toàn thể chính phủ Việt Nam Dân chủ Cộng hoà, Hồ Chí Minh đã đọc bản Tuyên ngôn độc lập.
Mục 4, Điều 13, Chương I Hiến pháp nước Cộng hòa xã hội chủ nghĩa Việt Nam năm 2013 khẳng định: "Quốc khánh nước Cộng hòa xã hội chủ nghĩa Việt Nam là ngày Tuyên ngôn độc lập 2 tháng 9 năm 1945".

## Diễn biến
Theo tường thuật của nhà báo Hồng Hà, báo Cứu quốc của Việt Minh, ông Nguyễn Hữu Đang đọc chương trình buổi lễ và giới thiệu Chính phủ lâm thời, chủ tịch Chính phủ đọc Tuyên ngôn độc lập, các thành viên Chính phủ tuyên thệ, ông Võ Nguyên Giáp, bộ trưởng Bộ Nội vụ giãi bày tình hình trong nước và nhiệm vụ của Chính phủ, ông Trần Huy Liệu tường trình vào Huế nhận sự thoái vị của vua Bảo Đại, ông Nguyễn Lương Bằng đại biểu của Tổng bộ Việt Minh thuật qua lại cuộc tranh đấu của Việt Minh để mưu giải phóng cho dân tộc.... Sân khấu được làm vội vã từ gỗ và được trang hoàng bằng lớp vải trang trí trắng và đỏ, do đó cho phép hầu hết khán thính giả có thể thấy được những vị lãnh đạo mới của mình, dù chỉ như những chấm li ti. Hồ Chí Minh và các đồng sự của mình đã cố gắng truyền trực tiếp bản Tuyên ngôn độc lập đến mọi miền Tổ quốc nhưng các vấn đề kỹ thuật lúc đó đã không cho phép điều này diễn ra. Mặc dù đã ở nước ngoài trong suốt hơn 30 năm nhưng phong cách nói tiếng Việt của Hồ Chí Minh vẫn đầy tự tin và mạnh mẽ. Bản tuyên ngôn độc lập có độ dài vừa đủ do những người Việt tham gia buổi lễ hôm đó phần lớn còn chưa tiếp xúc với hoạt động mít-ting kiểu châu Âu như thế này bao giờ. Ngày mùng 2 tháng 9 năm đó, nhiều gia đình đã dọn dẹp nhà cửa và chuẩn bị đốt pháo để ăn mừng buổi lễ.
Từ Phủ Toàn quyền, Jean Sainteny, viên chức cao cấp của nước Pháp Tự do (Free French) - nước Pháp sau khi được giải phóng khỏi Phát-xít Đức - có mặt ở Hà Nội, đã quan sát hàng chục ngàn người Việt Nam đi thành từng hàng băng qua đại lộ Brière-de-l'Isle để tiến vào quảng trường. Jean Sainteny ngạc nhiên trước sự tham gia công khai của giới Công giáo và sửng sốt trước sự trật tự của đám đông, không có bất kì hành vi gây rối nào. Không ai có cử chỉ thù địch đối với Jean Sainteny hay đối với tòa nhà phủ Toàn quyền. Vấn đề an ninh cũng được suy xét đáng kể, với đội quân danh dự của Quân Giải phóng đảm bảo không ai trong số khán thính giả có thể tới gần khán đài trong phạm vi 20 mét, những công nhân và sinh viên có vũ trang cũng được xếp đặt tại mọi góc của mấy khu vườn, và một đơn vị tự vệ cảnh giác trước bất kì sự quấy rối nào từ hướng Thành Hà Nội nơi quân Pháp vẫn còn bị Nhật giam giữ. Trước cuộc mít-tinh, lính Nhật ở khu đất thuộc Phủ Toàn quyền đã thiết lập mấy khẩu súng máy chĩa về quảng trường, làm những nhà tổ chức phải dựng lên một bức màn người gồm những dân quân tự vệ với chỉ thị thà chết còn hơn rút lui.
Mặc dù chương trình được mong đợi bắt đầu vào đúng 2 giờ chiều, nhưng xe hơi chở các thành viên trong nội các Việt Nam Dân chủ Cộng hoà đã đến trễ hai mươi lăm phút khi phải đi xuyên qua các đám đông. Hồ Chí Minh dẫn đầu những người còn lại bước nhanh lên khán đài, điều làm ngạc nhiên nhiều người đứng xem vì họ mong chờ những người cầm quyền sẽ di chuyển với phong thái từ tốn và trang nghiêm. Trong khi hầu hết các đồng sự của ông trên khán đài đều mặc đồ vest Tây và thắt cravate, nhưng Hồ Chí Minh cố ý chọn mặc bộ đồ khaki phai màu với cổ cao và mang đôi dép cao su trắng. Sau lễ chào cờ và hát quốc ca, Võ Nguyên Giáp, Bộ trưởng Nội vụ, bước tới micrô giới thiệu Hồ Chí Minh, người được chào mừng bằng những tiếng hô vang dội được sắp xếp trước, "Độc lập! Độc lập!" Hồ Chí Minh vẫy tay trước khán thính giả trong vài phút, đoạn nâng hai bàn tay lên để kêu mọi người im lặng. Bằng giọng Nghệ Tĩnh đặc trưng, ông Hồ lúc đó bắt đầu đọc Tuyên ngôn Độc lập. Một mối liên kết và sự thể hiện lòng tôn trọng đối với người dân mà chưa từng có vị quân vương Việt Nam nào trong lịch sử thể hiện đã được tạo ra khi Hồ Chí Minh có những tương tác với quần chúng khi ông hỏi: "Đồng bào có nghe tôi nói rõ không?" và đám đông đồng thanh hô vang "Rõ!".
Trong buổi lễ này, thông qua bản Tuyên ngôn độc lập, Hồ Chí Minh cũng đã kêu gọi các nước Đồng minh ủng hộ nền độc lập chân chính do nhân dân Việt Nam vừa tự tay giành được thông qua Cách mạng tháng Tám. Ông tuyên bố rằng Chính phủ lâm thời đã huỷ bỏ hết mọi hiệp ước do Pháp kí trong quan hệ với Việt Nam và bãi bỏ hết mọi đặc quyền của người Pháp. Ông cảnh báo rằng người Việt "kiên quyết chống lại âm mưu của bọn thực dân Pháp". Kết thúc bài phát biểu của mình, Chủ tịch Hồ Chí Minh giới thiệu từng bộ trưởng trong Chính phủ lâm thời với quần chúng nhân dân và tất cả đều làm lễ tuyên thệ nhậm chức. Võ Nguyên Giáp khi đó bước tới và đọc một diễn văn dài đầy vẻ nghiêm trang để tô điểm thêm cho bản Tuyên ngôn. Sau đó, Trần Huy Liệu, bộ trưởng bộ thông tin và tuyên truyền, báo cáo trước khán thính giả về buổi lễ thoái vị của Bảo Đại ở Huế ba ngày trước đó, và rồi trao thanh kiếm hoàng gia và ấn cho Hồ Chí Minh. Là một người có khả năng ăn nói thiên bẩm, Trần Huy Liệu dường như đã làm cho đám đông cười ồ lên và vỗ tay khi mô tả sự cáo chung của chế độ quân chủ. Hòa vào bối cảnh đó, ông Hồ tuyên bố rằng thanh kiếm, trước đây được dùng để đàn áp dân chúng, giờ đây sẽ được dùng để "chặt đầu kẻ phản bội". Đại diện cho Tổng bộ Việt Minh là Nguyễn Lương Bằng sau đó nói ngắn gọn về nhu cầu cần thống nhất và đấu tranh, phát biểu thẳng thừng rằng đánh Pháp là chuyện cần thiết. Vào một thời điểm nào đó giữa buổi lễ lúc chiều, hai chiếc máy bay Tia chớp P-38 của Mỹ sà xuống thấp ngay trên đám đông, một sự kiện được tuyên bố ngay tức thì và ai cũng tin là đại diện cho lời chào mừng của Mỹ dành cho chính quyền non trẻ của Việt Nam. Cuối cùng, trước khi kết thúc buổi lễ, Chủ tịch Hồ Chí Minh tuyên bố: "Chúng ta sẽ phải trải qua nhiều khốn khó và đau khổ hơn nhiều. Đồng bào phải ủng hộ chính quyền, để sau này có thêm nhiều buổi ăn mừng và thắng lợi!" Buổi lễ kết thúc bằng việc đoàn người có tổ chức ở quảng trường sau đó diễu hành ra phố, giải tán ở hồ Hoàn Kiếm, và gia nhập vào bầu không khí vui chung cho đến giờ giới nghiêm.

### Tại Sài Gòn
Vào thời điểm đó, do hạn chế về phương tiện kỹ thuật nên các diễn biến ở Hà Nội không được truyền đến Sài Gòn nhưng từ bài diễn văn ứng khẩu của Bí thư Xứ ủy Nam Kỳ Trần Văn Giàu, nhân dân miền Nam nói chung và nhân dân Sài Gòn nói riêng đã thể hiện lòng quyết tâm ủng hộ cách mạng, ủng hộ mặt trận Việt Minh, bảo vệ nền độc lập non trẻ của Việt Nam.
Lễ đài lễ độc lập 2-9-1945 tại Sài Gòn đặt trên đường Cộng Hòa (nay là đường Lê Duẩn), ngay phía sau nhà thờ Đức Bà. Hầu hết người dân Sài Gòn đều đổ ra đường, thành một biển người chưa từng thấy ở thành phố này. Cờ rợp trời: cờ đỏ sao vàng của Việt Minh, cờ các nước đồng minh, cờ của các đoàn thể. Khẩu hiệu giăng đầy các con đường lớn: "Việt Nam Dân chủ Cộng hòa muôn năm!", "Đả đảo thực dân Pháp!", "Độc lập hay là chết!"... bằng năm thứ tiếng: Việt, Hoa, Anh, Pháp, Nga.
Lễ độc lập cử hành đúng 14h. Nhưng mới 12h trưa, dưới mặt trời đứng bóng, các đoàn thể dân chúng, các toán dân quân từ trong các trụ sở ở Châu Thành, từ các vùng ngoại ô kéo về đại lộ Cộng Hòa (tức đại lộ Norodom vừa đổi tên) tập trung sau nhà thờ Đức Bà. Buổi lễ bắt đầu bằng nghi thức chào quốc kỳ. Lúc đó, bản Tiến quân ca của Văn Cao chưa được phổ biến trong Nam nên ban quân nhạc cử bài Quốc tế ca và bản Thanh niên hành khúc, nhạc của Lưu Hữu Phước
Theo thông báo của ban tổ chức buổi lễ, đúng 14h hôm ấy, tại quảng trường Ba Đình ở Hà Nội, Chủ tịch Hồ Chí Minh sẽ đọc bản Tuyên ngôn độc lập. Đài Tiếng nói Việt Nam (lúc đó đặt tại Bạch Mai nên còn gọi là Đài Bạch Mai) sẽ trực tiếp truyền thanh buổi lễ ở Hà Nội trên làn sóng 32m. Ban tổ chức sẽ tiếp sóng Đài Bạch Mai để đồng bào Sài Gòn nghe bản Tuyên ngôn độc lập qua hệ thống loa phóng thanh đặt dọc theo đường Cộng Hòa và các ngả đường gần đó.
Tuy nhiên, việc tiếp sóng không thành công. Nửa giờ trôi qua, dân chúng bắt đầu bàn tán xôn xao. Một số người cảnh giác đặt ra nghi vấn: phải chăng có kẻ phá hoại? Mặc dù hoài nghi này không có chứng cớ, song trong bối cảnh lúc đó nó vẫn thuyết phục được nhiều người. Mãi về sau này người ta mới biết lý do của sự cố này: đài phát của ta quá yếu, máy thu của ta quá cũ, thời tiết chiều hôm ấy lại xấu.
Để trấn an quần chúng, ban tổ chức buổi lễ đề nghị ông Trần Văn Giàu phát biểu. Ông Trần Văn Giàu suy nghĩ vài phút, ghi vội lên giấy mấy ý chính, rồi bước lên lễ đài, ứng khẩu một bài diễn văn. Lúc đó, các nhà báo chưa sử dụng máy ghi âm nên ghi lại bài diễn văn bằng phương pháp tốc ký để công bố toàn văn trên các báo xuất bản ở Sài Gòn ngày hôm sau.
Mở đầu, ông Trần Văn Giàu tuyên bố một đổi thay lớn trong lịch sử nước nhà sau Cách mạng Tháng Tám: "Việt Nam từ một xứ thuộc địa đã trở thành một nước độc lập. Việt Nam từ một đế chế đã trở thành một nước cộng hòa. Việt Nam đương tiến bước trên đường sống". Song cuộc hồi sinh của dân tộc đang bị kẻ thù đe dọa: "Kẻ địch toan tính một cuộc âm mưu gác lại ách nô lệ trên cổ 25 triệu đồng bào... Chúng tôi đã nắm được bằng cớ chắc chắn là họ toan dùng võ lực thình lình lật đổ chính phủ dân chủ cộng hòa để đặt lại một quan toàn quyền như thuở trước".
Do đó, ông khuyên đồng bào hãy đề cao cảnh giác: "Mừng thắng lợi, nhưng đồng bào chớ say sưa vì thắng lợi. Bởi vì Việt Nam yêu quí của chúng ta đương gặp một tình cảnh nguy nan. Không khéo lo, nước ta dân ta có thể bị tròng lại ách nô lệ".
Ông Trần Văn Giàu hỏi những người dự lễ: "Đồng bào ở đây có ai thừa nhận một quan toàn quyền cai trị xứ ta không? Có ai chịu bó tay để cho chế độ thực dân - ra mặt hay giấu mặt - trở lại không?". Sau mỗi câu hỏi của ông, cả triệu người đồng thanh đáp lại: "Không! Không! Không!" vang dội một góc trời.
Tiếp sau sự đồng tâm ấy, ông Trần Văn Giàu nhắc lại những điều đã nói với đại diện chính phủ Pháp:
"Việt Nam Dân chủ Cộng hòa sẵn sàng ký kết với Cộng hòa Pháp những hiệp ước cộng tác về kinh tế, về văn hóa, luôn về binh bị nữa, nếu Pháp công khai thừa nhận quyền độc lập của chúng tôi. Nhược bằng trái lại, các người kể chúng tôi như tôi mọi thì liên hiệp với dân chúng cách mạng Pháp, chúng tôi thề chết (chứ) không nhượng bộ trước bất cứ một sự hăm dọa hay khiêu khích nào". Thay mặt hàng triệu người dân Nam bộ, ông nói lên quyết tâm bảo vệ tổ quốc: "Chúng ta thề cương quyết đứng bên cạnh chánh phủ, chống mọi sự xâm lăng, dầu chết cũng cam lòng".
Ông kết thúc bài diễn văn bằng lời kêu gọi: "Quốc dân hãy sẵn sàng chiến đấu!... Đứng lên! Ngày độc lập bắt đầu từ nay! Tiến tới, vì độc lập, vì tự do, tiến tới mãi! Không một thành lũy nào ngăn nổi chí của muôn dân trên đường giải phóng!".

## Tên gọi
Ban đầu, ngày 2 tháng 9 được gọi là "Việt Nam độc lập", còn ngày 19 tháng 8 là "Quốc khánh". Sắc lệnh 22C NV/CC ngày 18 tháng 2 năm 1946 quy định ngày 2 tháng 9 là ngày "Việt Nam độc lập". Sắc lệnh 141-B ký ngày 26 tháng 7 năm 1946 thì ghi: "Ngày 19 tháng 8 dương lịch, ngày kỷ niệm Cách mạng tháng 8 năm 1945, từ nay sẽ là ngày Quốc khánh Việt Nam." Ngày 2 tháng 9 lần đầu được chính thức gọi là Quốc khánh từ năm 1954.

## Những hoạt động chính vào ngày Quốc khánh
Theo lịch nghỉ Lễ, Tết năm 2016 của Bộ Lao động, Thương binh và Xã hội, dịp Quốc khánh 2/9, người dân cả nước được nghỉ liên tiếp 3 ngày từ ngày 2/9 đến ngày 4/9. Trong năm 2015, do ngày 2/9 rơi vào thứ tư nên chỉ được nghỉ một ngày. Tương tự, năm 2013 cũng chỉ được nghỉ một ngày. Riêng năm 2014, cả nước được nghỉ đến 4 ngày.
Vào ngày này, Thành phố Hồ Chí Minh và Hà Nội thường bắn pháo hoa vào dịp lễ Quốc khánh của cả nước. Vào năm 2016, chỉ có TP.HCM bắn pháo hoa ở Công viên Văn hóa Đầm Sen (tầm thấp) và ở hầm vượt sông Sài Gòn (tầm cao) với kinh phí khoảng 2 tỷ đồng. Ngoài ra UBND thành phố còn tổ chức Lễ khai mạc Triển lãm kỷ niệm Ngày Cách mạng Tháng 8 và Quốc khánh 2/9 diễn ra lúc 7h30 ngày 31/8 trên đường Nguyễn Huệ và đường Đồng Khởi, lễ dâng hương, dâng hoa Chủ tịch Hồ Chí Minh và Chủ tịch Tôn Đức Thắng...
Kỳ nghỉ lễ Quốc khánh năm nào cũng có nhiều hoạt động kỷ niệm, giải trí nghệ thuật thu hút rất nhiều người xem do đây là kì nghỉ lễ lớn và quan trọng đối với Việt Nam.
Google Doodle đã kỷ niệm Quốc khánh Việt Nam vào những năm 2009, 2010, 2016, 2017, 2018, 2019 (đã bị gỡ bỏ khỏi Google Doodle do có sai sót trong thiết kế), 2020, 2021 và 2022 

Năm 2020, Quốc khánh rơi vào Thứ Tư nên cán bộ, công chức, viên chức và người lao động sẽ chỉ có 01 ngày nghỉ lễ và hưởng nguyên lương theo đúng quy định tại Điểm đ Khoản 1 Điều 115 Bộ luật Lao động 2012.

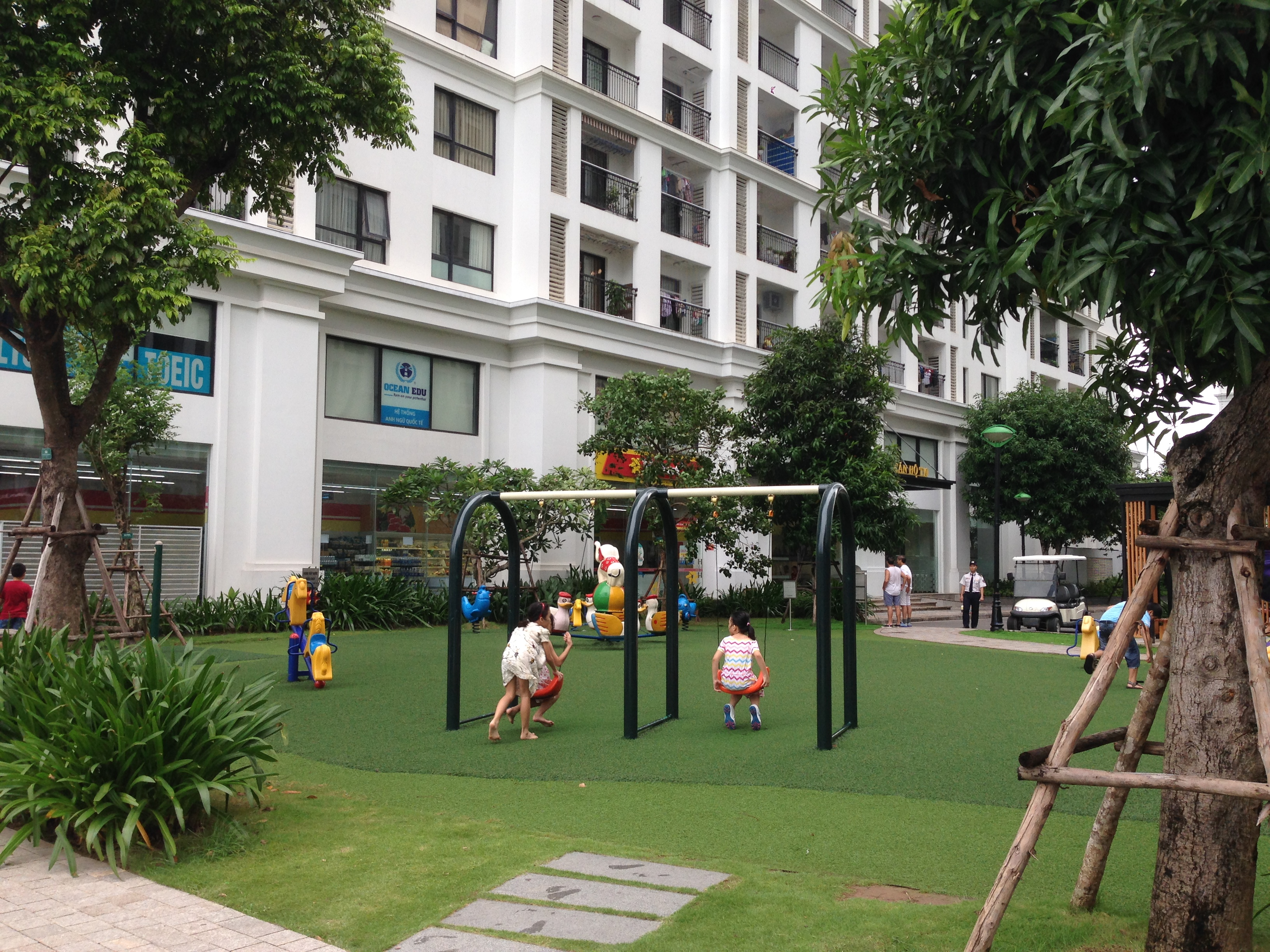
Trẻ em Times City vui chơi ngày Quốc khánh 2016

Từ Ngày 1/1/2021 Bộ luật lao động 2019 chính thức có hiệu lực, Lễ Quốc khánh 2/9/2021 bổ sung thêm 1 ngày so với quy định hiện hành.